# Leucopis obscura
Leucopis obscura is een vliegensoort uit de familie van de Chamaemyiidae. De wetenschappelijke naam van de soort is voor het eerst geldig gepubliceerd in 1833 door Haliday.